# ウィザードリィ 〜DIMGUIL〜 ORIGINAL SOUND TRACK
『ウィザードリィ 〜DIMGUIL〜 ORIGINAL SOUND TRACK』（ウィザードリィ ディンギル・オリジナル・サウンドトラック）は、プレイステーション用ゲームソフト『ウィザードリィ 〜DIMGUIL〜』のサウンドトラック盤。1999年8月18日に東芝EMIよりリリースされた (CD: TYCY-10020)。

## 背景
『ウィザードリィ 〜DIMGUIL〜 ORIGINAL SOUND TRACK』は、1999年8月18日にCD (TYCY-10020)で発売された。このアルバムは、株式会社アスキー制作の3Dダンジョンロールプレイングゲーム、プレイステーション用ゲームソフト『ウィザードリィ 〜DIMGUIL〜』のオリジナル・サウンドトラック盤である。ゲーム発売より先行して本作が1999年8月18日にリリースされた。同ゲームは翌年の2000年4月20日に発売された。本作のライナー・ノーツには、同ゲームのストーリー紹介や、「ウィザードリィ外伝」シリーズ全作品のBGM作曲を担当した藤原いくろうによるコメントが収められている。収録構成は、1〜9曲目がモスクワ・インターナショナル・シンフォニック・オーケストラ演奏による「組曲Wizardry」、10〜28曲目が「ゲームサウンド集」となっている。収録曲の「月の微笑」は、『ウィザードリィ 〜DIMGUIL〜』の主題歌で、中森明菜が歌唱している。ボーナス・トラックの29曲目には、同曲（オーケストラバージョン）のカラオケが収録された。

## ゲーム主題歌
「月の微笑」の作曲と編曲を手掛けた藤原いくろうによると、『ウィザードリィ 〜DIMGUIL〜』に登場する酒場のステージの歌姫のコンセプトとして"妖艶な歌姫"を求めていたという。その後、このコンセプトの歌姫に中森が相応しいということとなり、この話を持ちかけたところ中森はこれを快諾、本曲の制作が開始された。作詞は、中森の作品を複数担当していた夏野芹子に依頼した。本曲は「ギターバージョン」と「オーケストラバージョン」の2タイプが作られ、レコーディングは、1997年の秋にニューヨークで行われた。藤原は、「この2タイプの歌い分け方に中森さんの表現力のすごさの一端が感じられると思います。」とコメントしている。本曲の「ギターバージョン」は、ゲーム内の「ギルガメッシュの酒場」にある「舞台」にて「酒場の歌姫」が歌唱するシーンで使用され、「オーケストラバージョン」は、ゲームのエンディングに使用された。本作収録の「月の微笑（ギターバージョン）」は、1999年12月1日リリースの中森のスタジオ・アルバム『will』に「月の微笑 〜Accoustic Version」として収録された。

## 批評
『CDジャーナル』はオーケストラ演奏で収録された本作について「この贅沢な作りが曲の持つ奥深さを生み出した。」と指摘した。

## 収録曲
| 全作曲・編曲: 藤原いくろう。 |                                               |      |              |      |
| #                            | タイトル                                      | 作詞 | 作曲・編曲   | 時間 |
| 1.                           | 「Theme of Wizardry」                         |      | 藤原いくろう | 3:46 |
| 2.                           | 「王室」                                      |      | 藤原いくろう | 3:56 |
| 3.                           | 「城塞のテーマ」                              |      | 藤原いくろう | 5:09 |
| 4.                           | 「冒険の準備」                                |      | 藤原いくろう | 2:10 |
| 5.                           | 「商店」                                      |      | 藤原いくろう | 2:20 |
| 6.                           | 「宿屋」                                      |      | 藤原いくろう | 2:32 |
| 7.                           | 「月の微笑（ギターバージョン）」(Vo.中森明菜) |      | 藤原いくろう | 4:24 |
| 8.                           | 「戦闘1」                                     |      | 藤原いくろう | 6:04 |
| 9.                           | 「戦闘2」                                     |      | 藤原いくろう | 3:37 |

| #         | タイトル                                            | 作詞  | 作曲・編曲 | 時間 |
| --------- | --------------------------------------------------- | ----- | ---------- | ---- |
| 10.       | 「酒場」                                            |       |            | 2:17 |
| 11.       | 「訓練場」                                          |       |            | 1:13 |
| 12.       | 「町外れ」                                          |       |            | 1:35 |
| 13.       | 「酒場のNPC」                                       |       |            | 1:58 |
| 14.       | 「巫女の救出」                                      |       |            | 0:27 |
| 15.       | 「イベントBGM」                                     |       |            | 1:04 |
| 16.       | 「勝利のテーマ」                                    |       |            | 0:08 |
| 17.       | 「フィールド」                                      |       |            | 3:15 |
| 18.       | 「神殿内部」                                        |       |            | 1:46 |
| 19.       | 「石の迷宮」                                        |       |            | 2:21 |
| 20.       | 「鉄の迷宮」                                        |       |            | 1:56 |
| 21.       | 「ボスの間」                                        |       |            | 2:03 |
| 22.       | 「練武場迷宮」                                      |       |            | 1:36 |
| 23.       | 「ドラゴンの迷宮」                                  |       |            | 1:58 |
| 24.       | 「管理センター」                                    |       |            | 1:31 |
| 25.       | 「ボス戦」                                          |       |            | 1:46 |
| 26.       | 「全滅のテーマ」                                    |       |            | 0:19 |
| 27.       | 「宝箱のテーマ」                                    |       |            | 0:56 |
| 28.       | 「月の微笑（オーケストラバージョン）」(Vo.中森明菜) |       |            | 4:23 |
| 29.       | 「月の微笑（オリジナルカラオケ）」(bonus track)     |       |            | 4:23 |
| 合計時間: | 合計時間:                                           | 70:53 |            |      |

## クレジット
『ウィザードリィ 〜DIMGUIL〜 ORIGINAL SOUND TRACK』のライナー・ノーツより

### ゲーム制作スタッフ
- シナリオ&ディレクション
  - 徳永剛
- プロデューサー
  - 渡辺卓
  - 金田剛
- スタッフ
  - 田中恒男
  - 富田厚
- ビジュアルディレクション
  - 豊田真一
- ムービーディレクション
  - 永井雄一
  - 佐久間由夫
- ムービー制作スタッフ
  - 飯村隆志
  - 野村忠雄
  - 森島大祐
  - 上本昌隆
  - 谷口大
- ゲームサウンドコンポーザー
  - 飯塚博
- プロモーション
  - 黛慎一
- モンスター、キャラクター、エンブレムデザイン
  - 諏訪原寛幸

### サウンドトラック制作スタッフ
- プロデューサー
  - 北神行雄（東芝音楽出版〔株〕）
  - 藤田純二（東芝EMI〔株〕）
  - おくがいち明（東芝音楽出版〔株〕）
- 「月の微笑」
  - 歌: 中森明菜
  - 作詞: 夏野芹子
  - 作・編曲: 藤原いくろう
  - エンジニア: 奥原秀明
  - アシスタントエンジニア: JASON STANDARD (SOUND ON SOUND ST.)
  - スタジオ: SOUND ON SOUND ST.
- 組曲Wizardry
  - 作・編曲: 藤原いくろう
  - ギター: 千代正行
  - エンジニア: 山田正弘
  - 指揮: コンスタンチン・D・クリメッツ
  - 演奏: モスクワ・インターナショナル・シンフォニック・オーケストラ
  - アシスタントエンジニア: VLADIMIR OPCHINIKOV (MOS FILM TONE ST.)
  - レコーディングコーディネート:FELIX KLEIMAN (MOS FILM)
  - レコーディングスタジオ: MOS FILM TONE ST.
  - 協力: TATIYANA NAUMOVA
- ゲーム内サウンド
  - コンピュータープログラミング: 藤原いくろう
  - 録音・制作: ON THE ZOU ROCK ST.
- プロモーター
  - 三戸千鶴子
- デザイン
  - 和知茂（デスク）
- 協力
  - 佐々木一郎・飯島勝敏（レガートミュージック）
  - 広谷順子・野上ゆかな

## 参照
1. 1 2 3 4 5 6 7 8 9 10 11 12 13 14 15  『ウィザードリィ 〜DIMGUIL〜 ORIGINAL SOUND TRACK』（12cmCD）東芝EMI、1999年8月18日。TYCY-10020。
2. 1 2  “「ウィザードリィ〜ディンギル」オリジナル・サウンドトラック / 藤原いくろう [廃盤] [CD] [アルバム] - CDJournal.com”.   音楽出版社. 2011年7月2日閲覧。
3. ↑  “ASCIIROCKET”. TOP > ソフトウェア > コンシューマー > ウィザードリィ 〜DIMGUIL〜.  アスキー. 2001年2月10日時点のオリジナルよりアーカイブ。2011年7月4日閲覧。
4. ↑  ASIN B000FWHXQM, アポロン ゲームミュージックBOX 〜メモリアル・サウンド・オブ・ウィザードリィ〜[GAME SOUND LEGEND SERIES] (2006年7月26日) 2012年9月9日閲覧。
5. ↑  “新システム”.   アスキー. 2001年5月6日時点のオリジナルよりアーカイブ。2011年7月4日閲覧。
6. ↑  『will』（12cmCD）中森明菜、THIS ONE、1999年12月1日。GRCO-3003。
7. ↑  中森明菜（歌手） (18 August 1999). ウィザードリィ 〜DIMGUIL〜 ORIGINAL SOUND TRACK (12cmCD). 東芝EMI. TYCY-10020。
8. ↑  中森明菜（歌手） (1 December 1999). will (12cmCD). THIS ONE. GRCO-3003。